# Massuria roonwali
Massuria roonwali är en spindelart som först beskrevs av C.C. Basu 1964.  Massuria roonwali ingår i släktet Massuria och familjen krabbspindlar. Inga underarter finns listade i Catalogue of Life.